# Rio Urussanga
O rio Urussanga ou Uruçanga é um curso de água do estado de Santa Catarina, no Brasil, que banha o município de Urussanga. É formado pelos afluentes rio Maior, rio Carvão, rio Deserto, rio Caeté e rio América.

## Poluição
A bacia hidrográfica do rio Urussanga está totalmente poluída pelos dejetos das mineradoras de carvão, apresentando ínfimas condições de vida ou de aproveitamento para uso humano ou na agricultura. Uma das localidades atingidas pela intensa contaminação ambiental é a comunidade da Barra do Torneiro.

## Etimologia
"Urussanga" provém do tupi antigo  'yro'ysanga, que significa "água muito fria" ( 'y, água + ro'ysanga, muito fria).